# Vuelo 203 de RED Air
El vuelo 203 de Red Air (L5203/REA203) fue un vuelo comercial internacional de pasajeros programado de Santo Domingo (República Dominicana) a Miami (Estados Unidos) por RED Air. El 21 de junio de 2022, la aeronave MD-82 que operaba el servicio sufrió una salida de pista al intentar aterrizar, causando que el ala izquierda de la aeronave impactara con la estructura de una antena, seguida de un incendio posterior. El incidente causó que tres personas fueran hospitalizadas con heridas leves.

## Aeronave
La aeronave involucrada en el accidente es un McDonnell Douglas MD-82 con matrícula HI1064 y número de serie 53027. Esta fue entregada por primera vez a American Airlines en diciembre de 1990, donde operó hasta agosto de 2014. Posteriormente, permaneció almacenada hasta agosto de 2017, cuando fue adquirida por LASER Airlines. Luego, la aeronave fue transferida a RED Air, una subsidiaria de LASER Airlines, en febrero de 2021.

## Pasajeros y tripulación
A bordo del vuelo accidentado viajaban 140 ocupantes: 130 pasajeros y 10 tripulantes. Los funcionarios del aeropuerto informaron que todos sobrevivieron. Las autoridades locales de bomberos informaron que tres personas sufrieron heridas leves y fueron enviadas al hospital.

## Incidente
Según Flightradar24, el vuelo 203 de RED Air partió del Aeropuerto Internacional Las Américas en República Dominicana a las 15:36 (19:36 UTC) y aterrizó en el Aeropuerto Internacional de Miami por la pista 09 a las 17:38 (21:38 UTC) después de un tiempo de vuelo de 2 horas y 3 minutos el 21 de junio de 2022. Durante el aterrizaje, el tren de aterrizaje principal izquierdo de la aeronave colapsó, lo que provocó que el ala izquierda de la aeronave rayara la pista. Justo antes de que la aeronave se detuviera por completo, el tren de aterrizaje derecho y el tren de aterrizaje de morro también colapsaron, lo que provocó daños en la nariz de la aeronave y un incendio en el ala derecha. Los bomberos encontraron una fuga de combustible de la aeronave cuando llegaron a la escena. Según los informes, la aeronave también había chocado con una torre de comunicaciones y un pequeño edificio antes de incendiarse. Los pasajeros comenzaron a evacuar el avión unos 5 segundos después de que la aeronave se detuviera y huyeran con sus pertenencias personales. Este es el primer avión de RED Air en verse involucrado en un accidente de pérdida de casco.

### Registro visual del incidente
La escena fue capturada por la cámara CCTV del Aeropuerto Internacional de Miami y el teléfono celular del empleado del personal de tierra. Recientemente, se publicaron dos videos que muestran escenas a bordo del avión durante el aterrizaje y cuando los pasajeros evacuaban el avión. Las imágenes fueron grabadas por uno de los pasajeros a bordo. El primer video muestra el aterrizaje brusco de la aeronave y las vibraciones inusuales antes de que el tren de aterrizaje izquierdo colapsara. El colapso del tren de aterrizaje izquierdo se escuchó al final del primer video. El segundo video muestra al pasajero que grabó las imágenes saliendo del avión. Se publicó otro video de teléfono inteligente que muestra el momento dentro del avión desde que toca la pista hasta que se detiene. Este video muestra exactamente lo que muestra el otro video a bordo, pero este video también muestra las reacciones de los pasajeros durante el incidente.
La Junta Nacional de Seguridad en el Transporte de EE. UU. está en el lugar investigando el accidente. Se espera un informe preliminar en los próximos días.